# マックス・エルンスト
マックス・エルンスト（Max Ernst, 1891年4月2日 - 1976年4月1日）は、20世紀のドイツ人画家・彫刻家。
ドイツのケルン近郊のブリュールに生まれ、のちフランスに帰化、さらにアメリカ合衆国に亡命した経緯からフランスとアメリカ両方の国籍を有した。ダダイスムを経ての超現実主義（シュルレアリスム）の代表的な画家の1人である。作風は多岐にわたり、フロッタージュ（こすり出し）、コラージュ、デカルコマニーなどの技法を駆使している。

## 生涯

### 誕生
1891年、マクシミリアン・エルンスト（マックス）は、ブリュールで聾唖学校の教師かつアマチュアの画家フィリップ・エルンストを父とし、ルイーゼを母として生まれる。父フィリップは厳格なクリスチャンであり、マックスを敬虔な信徒として教育するとともに、彼を絵画のモデルとして使っている（『幼児キリストとしてのマックス・エルンストの肖像』など）。

### ドイツ時代　開花期
1909年～1912年、ボン大学において、哲学、心理学、美術史を学ぶ。フィンセント・ファン・ゴッホの絵画に触れ、画家を志す。
1912年、アウグスト・マッケの「ライン地方表現主義者グループ」に参加。ギヨーム・アポリネールとロベール・ドローネーとの交流をもち、「青騎士」グループとも接触。
1913年、ジャン・アルプに会う。
1914年、第一次世界大戦勃発。砲兵隊員として軍務につく。
1916年、ダダイストたちとの最初の展覧会。
1917年、『デア・シュトゥルム』誌が論文『色彩の発達』を掲載。
1918年、美術館副管理長のルイーゼ・シュトラウスと結婚。
1919年、パウル・クレーに会う。ジョルジョ・デ・キリコに捧げたコラージュ･アルバム『流行は栄えよ、芸術は滅ぶとも』出版。
1920年、ポルノグラフィー制作の容疑で起訴され、父からの呪詛とアンドレ・ブルトンらパリのダダイストよりの共感を受け、展覧会開催を勧められる。息子ウルリッヒ（ジミー・エルンスト）誕生。

### パリ時代　芸術的冒険の日々
1921年、ポール・エリュアールに会い「永遠の」友情を結ぶ。『セレベスの象』制作。
1922年、エリュアール夫妻をパリに訪ね、ともに『神々の不幸』、『反復』を出版。ルイーゼとの離婚を済ませぬ前に、ガラ・エリュアール夫人と友情を越えた関係を持つが、夫のポールは黙認するどころか集団恋愛に耽る。
1923年、アンデパンダン展に作品を出品。
1924年、絵画『美しき女庭師』でキュビストとして賞賛を得るが、ナチスに作品を持ち去られ、「退廃芸術展」にて晒しものにされる（後述）。サイゴンに旅行し、失踪しようとしたエリュアールを説得。ブルトンの『シュルレアリスム宣言』に共感し、シュルレアリスム・グループに合流する。『ナイチンゲールに脅かされる二人の子供』制作。
1925年、フロッタージュの手法に目覚める。シュルレアリスム・グループ展に参加。
1926年、『博物誌』出版。パリで初の大規模な作品展を開催。ジョアン・ミロとともにセルゲイ・ディアギレフのバレエのための衣装、装置を制作。
1927年、映画脚本家ジャン・オーランシュの妹マリー＝ベルト・オーランシュと結婚。
1929年、『百頭女』を出版。ルイス・ブニュエルの頼みで、彼とサルバドール・ダリの映画『黄金時代』の簡単な役を引き受ける。
1930年、『カルメル修道会に入ろうとしたある少女の夢』出版。
1931年、アメリカで初の作品展を開催。
1934年、アルベルト・ジャコメッティとスイスで過ごし、彫刻作品を手がける。『慈善週間』を出版。
1935年、『ニンフ・エコー』、『都市の全景（完全都市）』制作。
1936年、レオノール・フィニと親密になり、2年ほど交際する。マリーと別離。
1937年、『カイエ・ダール』誌に評論『絵画の彼岸』が掲載される。アルフレッド・ジャリの戯曲『鎖につながれたユビュ』の装置制作。イングランドの画家レオノーラ・キャリントンに出会い、パリで共に暮らす。
1938年、ブルトンによるシュルレアリスム・グループからのエリュアールの追放の呼びかけに反対し、グループを離れる。キャリントンと南仏のサン＝マルタン・ダルデシュに移住し、彼女の小説『恐怖の館』『卵型の貴婦人』の挿絵を手がける。
1939年、第二次世界大戦勃発とともに、敵性外国人として逮捕され、エクス＝アン＝プロヴァンスのレ・ミル収容所に収監されるが、エリュアールの助力により保釈。
1940年、今度はゲシュタポに逮捕されて再びレ・ミルに収容される。「レ・ミルのモンマルトル」と呼ばれたこの収容所には芸術家が多く、ハンス・ベルメールとは同室。この事件後、キャリントンはスペインに逃れるが、衝撃によって精神を病み入院。回復後、メキシコ人外交官と結婚して米国に亡命する。

### アメリカ時代　迫害と亡命
1941年、エレノア・ルーズベルトの支援によって結成された緊急救助委員会 (ERC) によりマルセイユに派遣された米国のジャーナリスト、ヴァリアン・フライらの尽力により、スペイン経由でニューヨークへ脱出。経済的に支援した美術品収集家ペギー・グッゲンハイムと結婚するが、間もなく離婚（マックスの心中には未だキャリントンの存在があった）。この年ブルトンと和解、亡命シュルレアリスト・グループに加盟。
1942年、『雨後のヨーロッパII』制作。ニューヨーク、シカゴ、ニューオーリンズで作品展。オシログラフ（振動描画）を経てアクション・ペインティングに目覚める。シカゴにいた音楽家ジョン・ケージと接触をもち、ニューヨークの自宅に招く。
1943年、ドロテア・タニングと出会ってすぐ親密になる。
1946年、タニングと結婚。アリゾナに移住する。『ユークリッド』、彫刻『山羊座』制作。ハンス・リヒター監督の映画『金で買える夢』脚本協力。
1948年、アメリカ国籍を得る。

### ふたたびパリ時代　晩年
1949年、パリへ戻り、旧友たちとの生活を取り戻す。
1950年、パリで回顧展。
1954年、ヴェネツィア・ビエンナーレ展で大賞を受賞。
1955年、ビエンナーレ大賞受賞を非難してシュルレアリスムからの彼の追放を宣言したブルトンと絶縁。『大アルベルトゥス』制作。
1956年、ベルリン芸術アカデミー会員に任ぜられる。
1958年、フランスの市民権を得る。
1959年、パリで大回顧展。
1964年、『マクシミリアナ』を出版。
1968年、オリヴィエ・メシアンのバレエ『ラ・テュランガリラ』の装置を手がける。『美しき女庭師の帰還』制作。
1972年、ジョルジュ・リブモン・デセーニュの『兵士のバラード』の挿絵制作。
1975年、ニューヨークのグッゲンハイム美術館で大回顧展。
1976年、満85歳の誕生日より一日前に、パリにて死去。
2005年、故郷ブリュールにマックス・エルンスト美術館開館。

## 代表作
- セレベスの象（1921年）（ロンドン、テート・ギャラリー）
- ユビュ王（1923年）（ポンピドゥー・センター）
- ナイチンゲールに脅かされるふたりの子供（1924年）（ニューヨーク近代美術館）
- 美しき女庭師（1924年）（現在消失）
- 博物誌（1926年）
- 百頭女（1929年）
- ロプロプがロプロプを指し示す（1930年）（ヒューストン、メニル・コレクション）
- 都市の全景（1935年）（チューリヒ美術館）
- 花嫁衣装（1940年）（グッゲンハイム美術館）
- ユークリッド（1943年）（ヒューストン、メニル・コレクション）
- 沈黙の目（1944年）（ワシントン大学）
- 大アルベルトゥス（1957年）（ヒューストン、メニル・コレクション）
- 美しき女庭師の帰還（1967年）（ヒューストン、メニル・コレクション）

### 日本所蔵の作品
- 白鳥はとてもおだやか…（1920年）（横浜美術館）
- 森と太陽（1927年）（富山県立近代美術館）
- 石化した森（1927年）（国立西洋美術館）
- 海と太陽(1933年）（筑波大学）
- ニンフ・エコー（1936年）（新潟市美術館）
- ポーランドの騎士（1954年）（愛知県美術館）
- 暗黒の神々（1955年）（諸橋近代美術館）
- 夢創りの達人（1959年）（笠間日動美術館）
- 青い背景の旭日（1962年）（東京富士美術館）

## ロマン・コラージュ（コラージュ小説）
- 『百頭女』(La Femme 100 têtes) 巌谷国士訳、河出書房新社（河出文庫）1996年
- 『カルメル修道会に入ろうとしたある少女の夢』(Rêve d'une petite fille qui voulut entrer au Carmel) 巌谷国士訳、河出書房新社（河出文庫）1996年
- 『慈善週間または七大元素』(Une semaine de bonté) 巌谷国士訳、河出書房新社（河出文庫）1997年

## 評論
- 絵画の彼岸（1937年）

## 逸話
- 幼少時、はしかにかかって熱に浮かされているとき、天井のマホガニーの羽目板の木目が目玉になったり鼻や鳥の頭になるなどの幻覚にとらわれ、それ以降もしばしば壁などを凝視していて幻覚を引きおこすようになる。その後、1925年に突如として海辺の宿屋で同じ体験をしたマックスは、紙を木目上に置いて鉛筆で擦り、注意深く眺めて絵画の着想を得ることを覚えた。フロッタージュの技法への到達であった[2]。
- 高校生時代（1906年）、愛鳥であるインコのホルネボムが死んだ次の朝に、母親が妹ロニを出産した。少年マックスは衝撃を受け、妹が鳥の精気を吸収してこの世に生を受けたと信じ、それ以後鳥のイメージが彼の重要なモチーフとなった。特に鳥類の王者・怪鳥ロプロプを中心に配したシリーズは彼の好むところの作品である[2]。
- 彼の代表作のひとつに、裸婦の全身を描く『美しき女庭師』（1924年）があるが、台頭してきたナチスに接収され、「ドイツ女性への侮辱」との侮蔑的評価とともに「退廃芸術展」に出品され、そのまま消失している。エルンストは懐旧の念をもって、リメイク作『美しき女庭師の帰還』を1967年に発表している[5]。
- 恋多き男であったエルンストだが、例えばサルバドール・ダリやパブロ・ピカソらのように対象となる女性にミューズ的性格を求めるのではなく、相手とともに創作し高めあう関係を好んでいた。それはマリー・ベルト・オーランシュ、レオノーラ・キャリントン、ドロテア・タニング、レオノール・フィニやメレット・オッペンハイムというような女性シュルレアリスム画家を相手にし続けたことに顕著である。彼女らはエルンストの中に男性を見るのみならず、圧倒的な魅力をもつ作家としての才能をも捉えていたのだろう[4]。